# ヴェルナー・ホイトリンク
ヴェルナー・ホイトリンク（Werner Heutling, 1921年12月6日 - 2006年11月6日）は、ドイツのヴァイオリン奏者。

## 生涯
アウエの生まれ。ドレスデン音楽院でヴァイオリンを学び、1937年に初舞台を踏んだ。1939年からニーダーザクセン交響楽団のコンサートマスターに就任し、1945年からデトモルト音楽大学でヴァイオリンを教えるようになった。1954年にはハノーファー国立歌劇場のコンサートマスターに転出して1977年まで務め、ハノーファー音楽大学の教授として後進の指導にもあたった。1958年にはホイトリンク四重奏団を結成している。
ハノーファーにて没。